# Sinoporek bladoniebieskawy

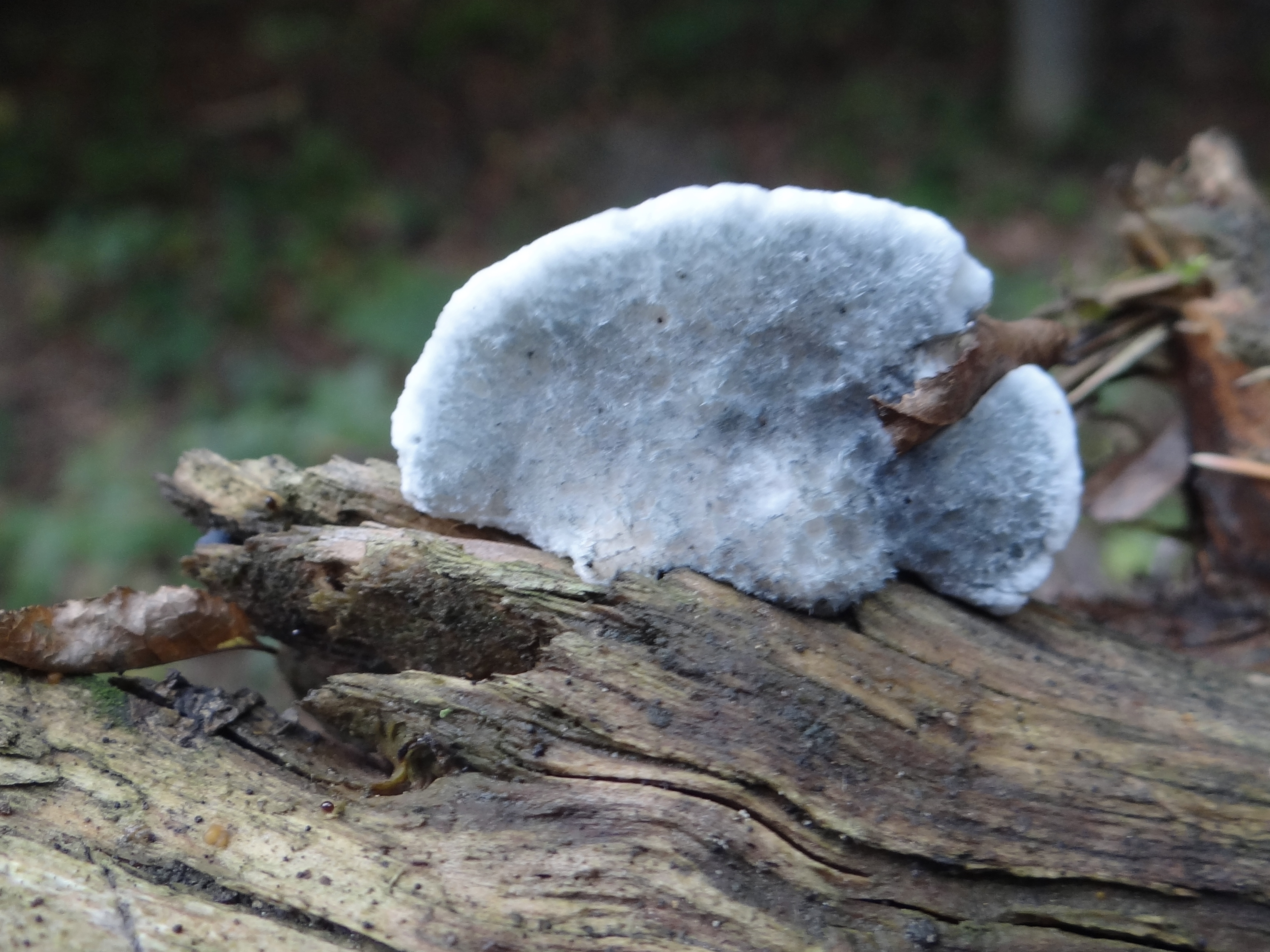

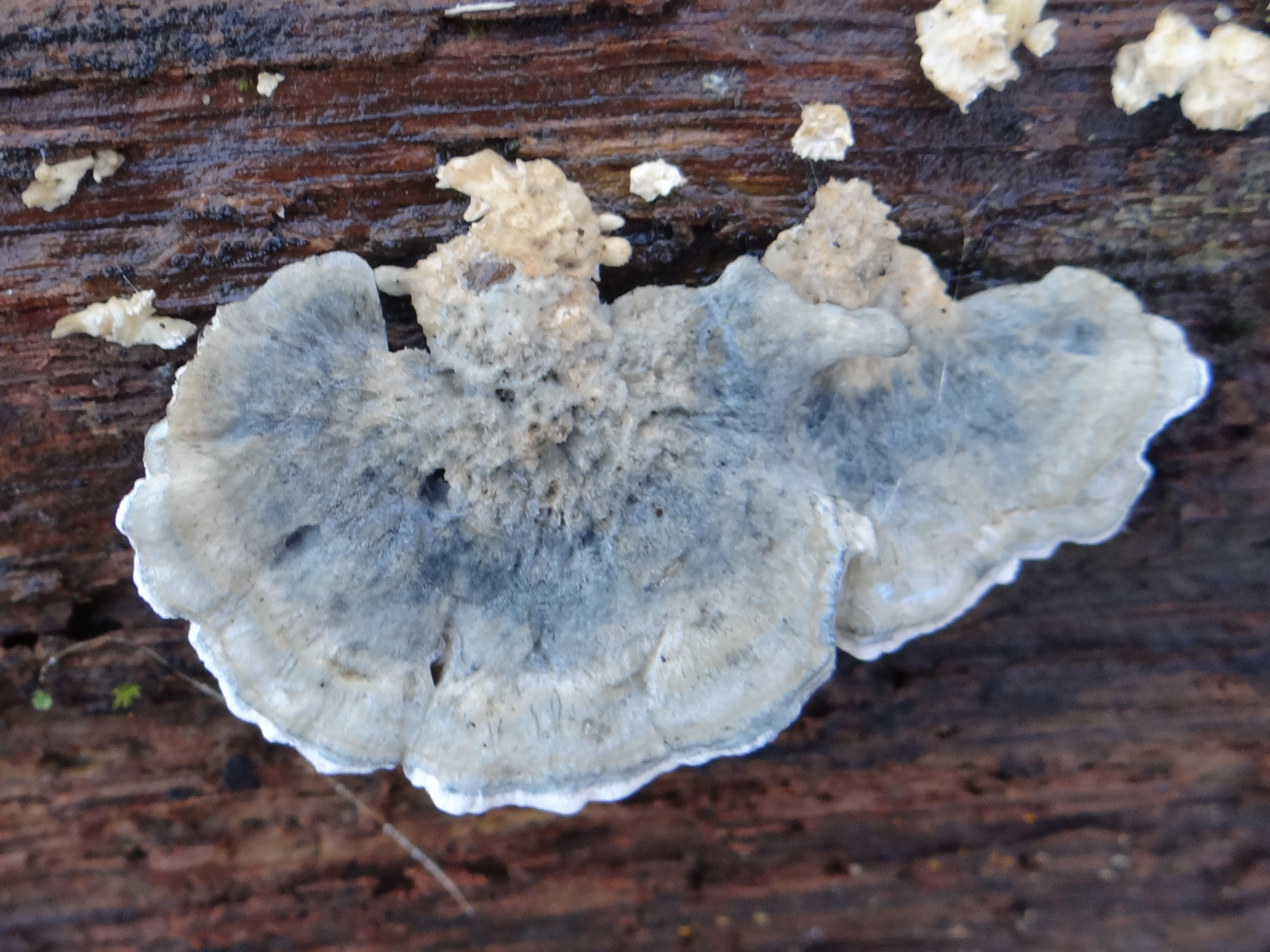

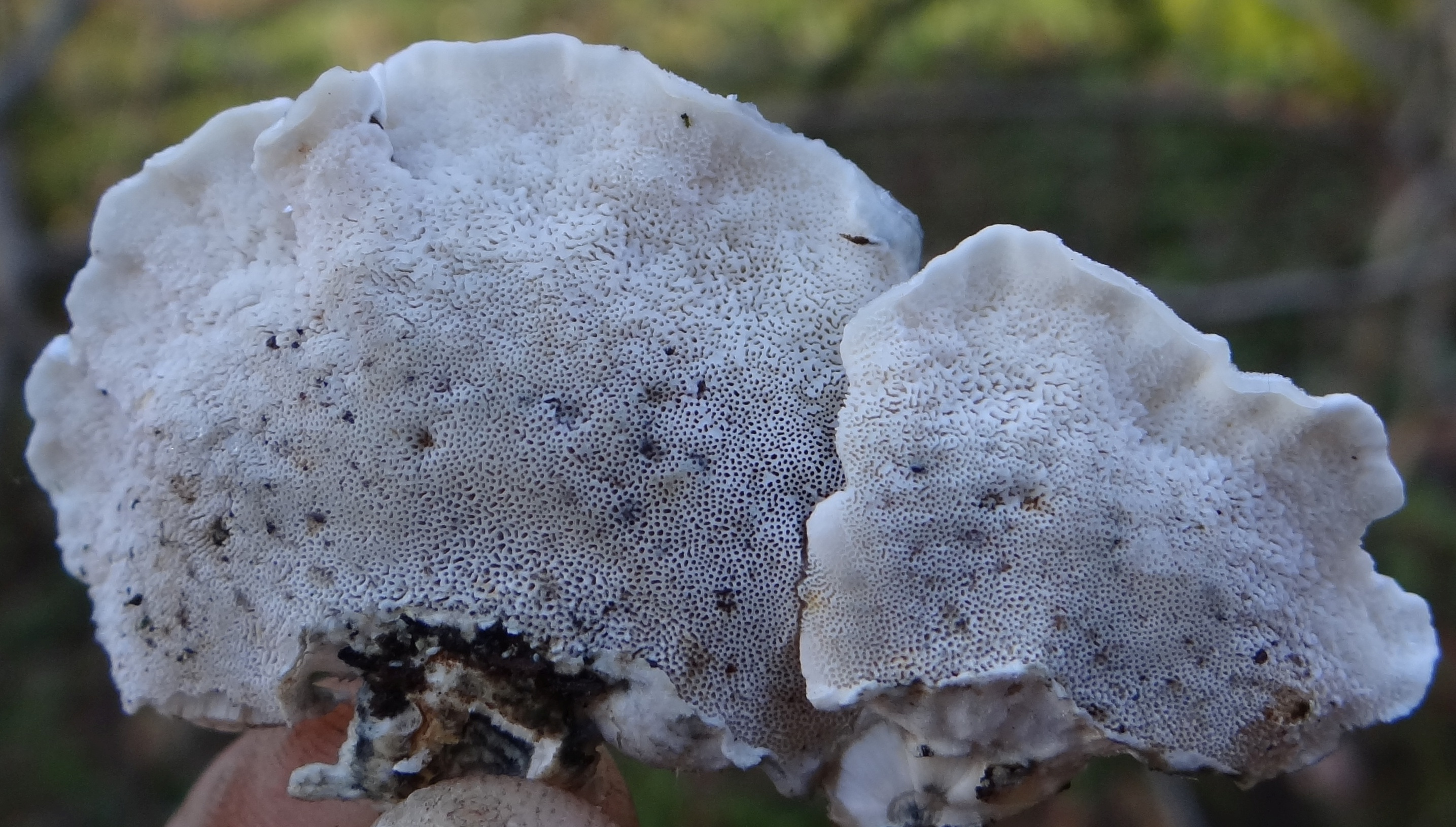
Hymenofor

Sinoporek bladoniebieskawy, drobnoporek bladoniebieskawy, białak bladoniebieskawy (Cyanosporus subcaesius (A. David) B.K. Cui, L.L. Shen & Y.C. Dai) – gatunek grzybów z rodziny Dacryobolaceae.

## Systematyka i nazewnictwo
Pozycja w klasyfikacji według Index Fungorum:Cyanosporus, Polyporaceae, Polyporales, Incertae sedis, Agaricomycetes, Agaricomycotina, Basidiomycota, Fungi.
Po raz pierwszy takson ten zdiagnozował w 1974 r. A. David, nadając mu nazwę Tyromyces subcaesius. Obecną, uznaną przez Index Fungorum nazwę nadali mu w 2018 r. B.K. Cui, L.L. Shen i Y.C. Dai.
Synonimy:

- Oligoporus subcaesius (A. David) Ryvarden & Gilb. 1993
- Postia subcaesia (A. David) Jülich 1982
- Spongiporus subcaesius (A. David) A. David 1980
- Tyromyces subcaesius A. David 1974
- Tyromyces subcaesius f. minor Enderle 1979[2].

Stanisław Domański w 1965 r. nadał mu polską nazwę białak bladoniebieskawy, powołują się na nią również Barbara Gumińska i Władysław Wojewoda w 1985 r. Jest niespójna z aktualną nazwą naukową. W 2025 r. Komisja ds. Polskiego Nazewnictwa Grzybów Polskiego Towarzystwa Mykologicznego zarekomendowała dla rodzaju Cyanoporus nazwę sinoporek.

## Morfologia
Kapelusz
Półkulisty o wąskiej nasadzie, pojedynczy lub dachówkowaty, młody ciemny błękitnoszary, o białym brzegu, stary – wyblakły, brudnoszary, ze zmarszczkami przebiegającymi od nasady do brzegu. Do 8 cm szerokości, zazwyczaj jednak nie przekracza 3 cm. Grubość 0,5–2 cm. Powierzchnia górna owłosiona.
Hymenofor
Pory małe, kanciaste, na 1 mm mieszczą się 3–4.
Miąższ
Za młodu bardzo miękki i soczysty, po naciśnięciu wydzielający trochę gorzkiej wody, wyschnięty – łykowaty i bardzo lekki.
Cechy mikroskopowe
Strzępki generatywne cienkościenne, ze sprzążkami. Mają grubość ok. 2,2 μm. Podstawki zgrubiałe 4-zarodnikowe. Cystyd brak. Zarodniki cienkościenne, hialinowe, lekko amyloidalne. O rozmiarach 4,5 × 11,2  μm.
Gatunki podobne
Sinoporek modry (Cyanoporus caesius) jest bardziej błękitny i przede wszystkim różni się występowaniem na drewnie drzew iglastych. Niekiedy pojawia się przypadkowo na zrzezach lub na kawałkach drewna zniszczonego przez korzeniowca sosnowego (Heterobasidion annosum). Wiele innych hub o początkowo białym, miękkim i soczystym miąższu wyrasta na drewnie drzew liściastych i iglastych. Najłatwiej jest rozpoznać gorzkobiałaka trzoneczkowego (Amaropostia stiptica) znajdowanego na pniach martwych świerków; ma większy kapelusz oraz gorzki miąższ.

## Występowanie i siedlisko
W Europie jest szeroko rozprzestrzeniony. Prawdopodobnie występuje także w Ameryce Północnej i Azji, jednak nie ustalono tutaj jego rozprzestrzenienia, gdyż często nie jest odróżniany od drobnoporka modrego. W Polsce gatunek pospolity.
Nadrzewny saprotrof, czasami pasożyt. Wywołuje brunatną zgniliznę drewna. Owocniki jednoroczne, występują na klonie, olszy, brzozie, leszczynie, głogu, buku, jesionie, bzie czarnym, dębie, wierzbie, jarząbie, wiązie, lipie.